# Eddie Futch
Eddie Futch est un boxeur américain reconverti en entraîneur. Il est né le 9 août 1911 à Hillsboro, Mississippi, et mort le 10 octobre 2001. 

## Biographie
Arrivé à l'âge de 5 ans à Black Bottom, quartier chaud de Détroit, il veut devenir basketteur mais se révèle meilleur boxeur.
En 1933, il remporte les championnats amateur Golden Gloves de Détroit dans la catégorie poids légers et s'entraîne au gymnase avec le jeune Joe Louis. Hélas des ennuis de santé (souffle au cœur) l'empêchent de passer professionnel. Aussi décide t-il de devenir entraîneur.
Dans les années 1950, il remarque Don Jordan avec lequel il remporte le titre mondial des poids welters en 1958. Futch se forge la réputation de savoir tirer le meilleur d'un boxeur.
Il est engagé en 1974 par Joe Frazier. D'autres bénéficieront également de sa science du ring tels que Alexis Argüello, Ken Norton, Bob Foster, Michael Spinks, Larry Holmes, Mike McCallum, Trevor Berbick et Riddick Bowe.
Grand Monsieur de la boxe, Eddie Futch prend sa retraite en juillet 1998 à l'âge de 86 ans et meurt 3 ans plus tard.

## Distinction
- Eddie Futch est membre de l'International Boxing Hall of Fame depuis 1994[1].